# HD 13908
HD 13908 est une étoile située dans la constellation de Cassiopée.

## Système planétaire
2 exoplanètes sont en orbite autour de cette étoile, ce sont HD 13908 b et HD 13908 c, elles ont été découvertes en 2013.
| Planète | Masse | Demi-grand axe (ua) | Période orbitale (jours) | Excentricité    | Inclinaison | Rayon |
| ------- | ----- | ------------------- | ------------------------ | --------------- | ----------- | ----- |
| b       | —     | 0,154 (± 0,002 5)   | 19,382 (± 0,006)         | 0,046 (± 0,022) |             |       |
| c       | —     | 2,03 (± 0,04)       | 931,0 (± 17,0)           | 0,12 (± 0,02)   |             |       |